# Protectorado francés de Tonkín
El protectorado francés de Tonkín o Tonquín  (en francés: Tonkin,ñ; en vietnamita: Bắc Kỳ; Hán tự: 北圻) fue un protectorado francés del Sureste Asiático que constituía lo que hoy es la mayor parte del norte de Vietnam.

## Historia
Perteneció a China desde el siglo II a. C. hasta la independencia vietnamita en el siglo X. Los franceses se apoderaron del área en 1883 convirtiéndola en un protectorado, siendo incorporado con otras regiones controladas por Francia en 1887 para formar la Indochina francesa. Fue el principal objetivo de la zona en las batallas antigalas después de la Segunda Guerra Mundial.
En 1964 ocurrió en el golfo de Tonkín un incidente naval en el cual dos destructores estadounidenses informaron haber sido atacados dos veces por lanchas vietnamitas, en la segunda ocasión llegaron a decir que les fueron lanzados decenas de torpedos. Este hecho se demostró ser completamente falso, al desclasificarse la documentación secreta sobre la guerra durante la presidencia de Bill Clinton. Esto resultó ser la excusa definitiva de Lyndon B. Johnson para solicitar al Congreso aprobar la Resolución del Golfo de Tonkín, que confería plenos poderes para que las tropas estadounidenses presentes como asesores en Vietnam realizaran operaciones fuera del recinto de sus bases, además de poder incrementar la presencia militar en ese país, pasando en un año de 60 000 soldados a 100 0000 y más de 500 000 al finalizar la guerra. Una vez aprobada la resolución por el Congreso estadounidense se inicia la guerra de Vietnam.

### Establecimiento

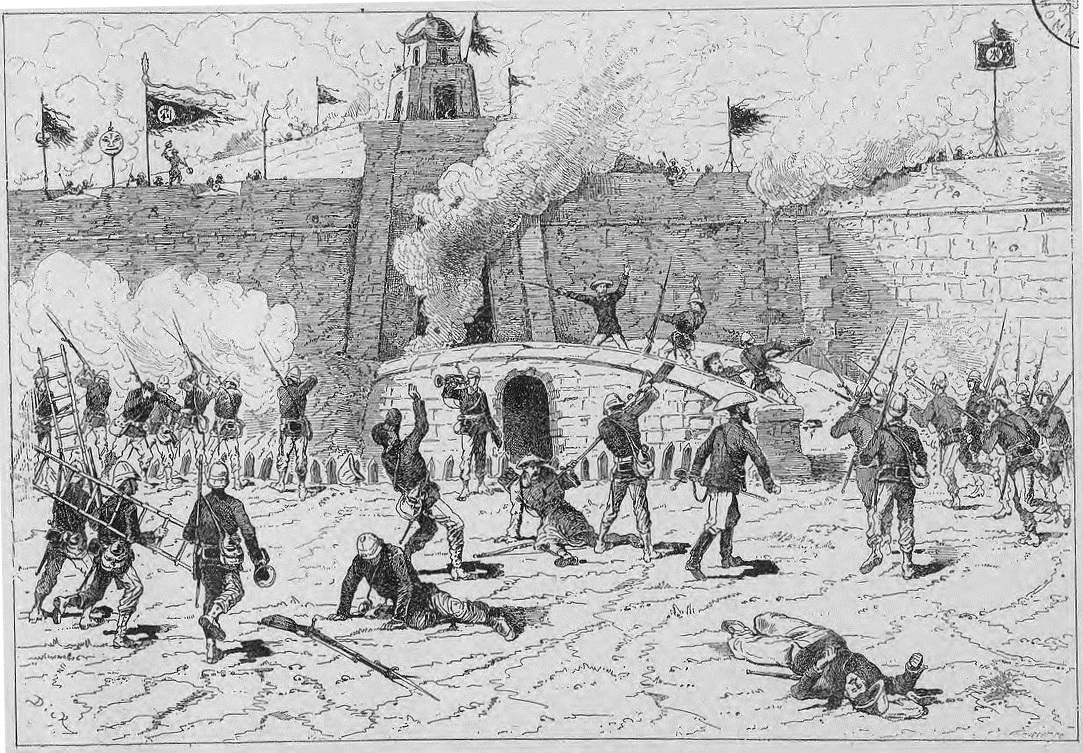
Captura de Nam Định, 1883.

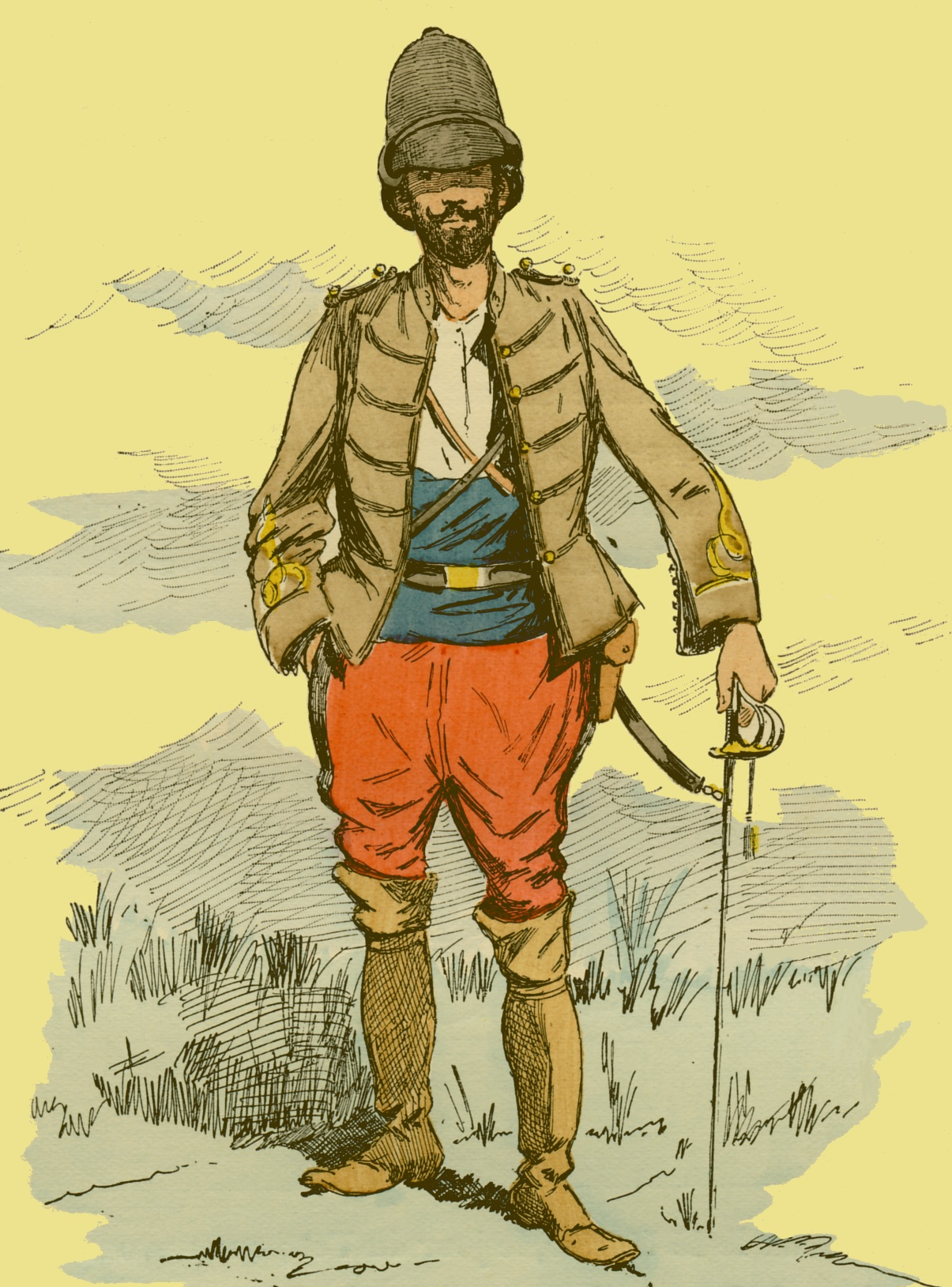
Oficial zuavo francés en Tonkín, primavera de 1885.

Después de ayudar a unificar Vietnam bajo la dinastía Nguyễn, la Armada francesa comenzó su fuerte presencia en el delta del Mekong y luego colonizó el tercio sur de Vietnam, incluido Saigón, en 1867. Vietnam central se convirtió en el protectorado francés de Annam y la influencia francesa en la península de Indochina se incrementó. Durante la guerra franco-china (1884-1885), los franceses invadieron la parte más septentrional de Vietnam, Tonkín (entonces considerado un punto de apoyo crucial en el sudeste asiático y una clave para el mercado chino). Después del Tratado de Tientsin, todo Vietnam fue gobernado por los franceses.
Durante la administración colonial francesa, Vietnam se dividió administrativamente en tres territorios diferentes: Tonkín (en el norte), Annam (en el centro) y Cochinchina (en el sur). Estos territorios fueron bastante arbitrarios en su extensión geográfica, ya que la gran mayoría de los vietnamitas consideraban a su país como una sola tierra y la resistencia menor al dominio francés continuó durante los siguientes 70 años para lograr un estado independiente. Annam y Tonkín fueron originalmente una sola entidad llamada Résidence supérieure de Annam-Tonkin. El 3 de junio de 1886, el emperador Nguyễn Đồng Khánh delegó todos sus poderes en Tonkín a un Kinh luoc su (equivalente a un virrey), que actuó bajo la supervisión francesa. El 9 de mayo de 1889, se abolió la Résidence supérieure de Annam-Tonkin, con Annam y Tonkín separados en dos Résidences supérieures, cada una subordinada al Gobernador General de la Indochina francesa. El 26 de julio de 1897, el gobernador general Paul Doumer hizo que el emperador Thành Thái aboliera el cargo de Kinh luoc su. También la dinastía Nguyễn todavía reinaba nominalmente sobre Tonkín, ahora estaba de facto bajo el dominio directo francés.
Durante el dominio francés, Hanói se convirtió en capital de Tonkín y, en 1901, de toda la Indochina francesa. Las ciudades de Tonkín vieron una importante infraestructura y desarrollo económico bajo los franceses, como el desarrollo del puerto de Haiphong y la construcción del ferrocarril trans-indochino que une Hanói con Saigón. Según los planes económicos franceses, las minas que producen oro, plata y estaño, así como el cultivo de arroz, maíz y té impulsaron la economía de Tonkín. Las importaciones incluyeron arroz, productos de hierro, harina, vino, opio y productos de algodón. La industrialización más tarde condujo a la apertura de fábricas que producen textiles para la exportación en todo el Imperio francés y China. La influencia cultural francesa en Tonkín también fue significativa, ya que el francés se convirtió en el idioma principal de la educación, el gobierno, el comercio y los medios de comunicación, y la intensa actividad misionera católica resultó en que casi el 10% de la población se identificara como católica en la década de 1940. También se construyeron edificios prominentes en Hanói durante el período del dominio francés, como la Ópera de Hanói y la Universidad Tecnológica de Hanói. Para 1940, la población total de Annam se estimaba en alrededor de 8 millones.

### Administración

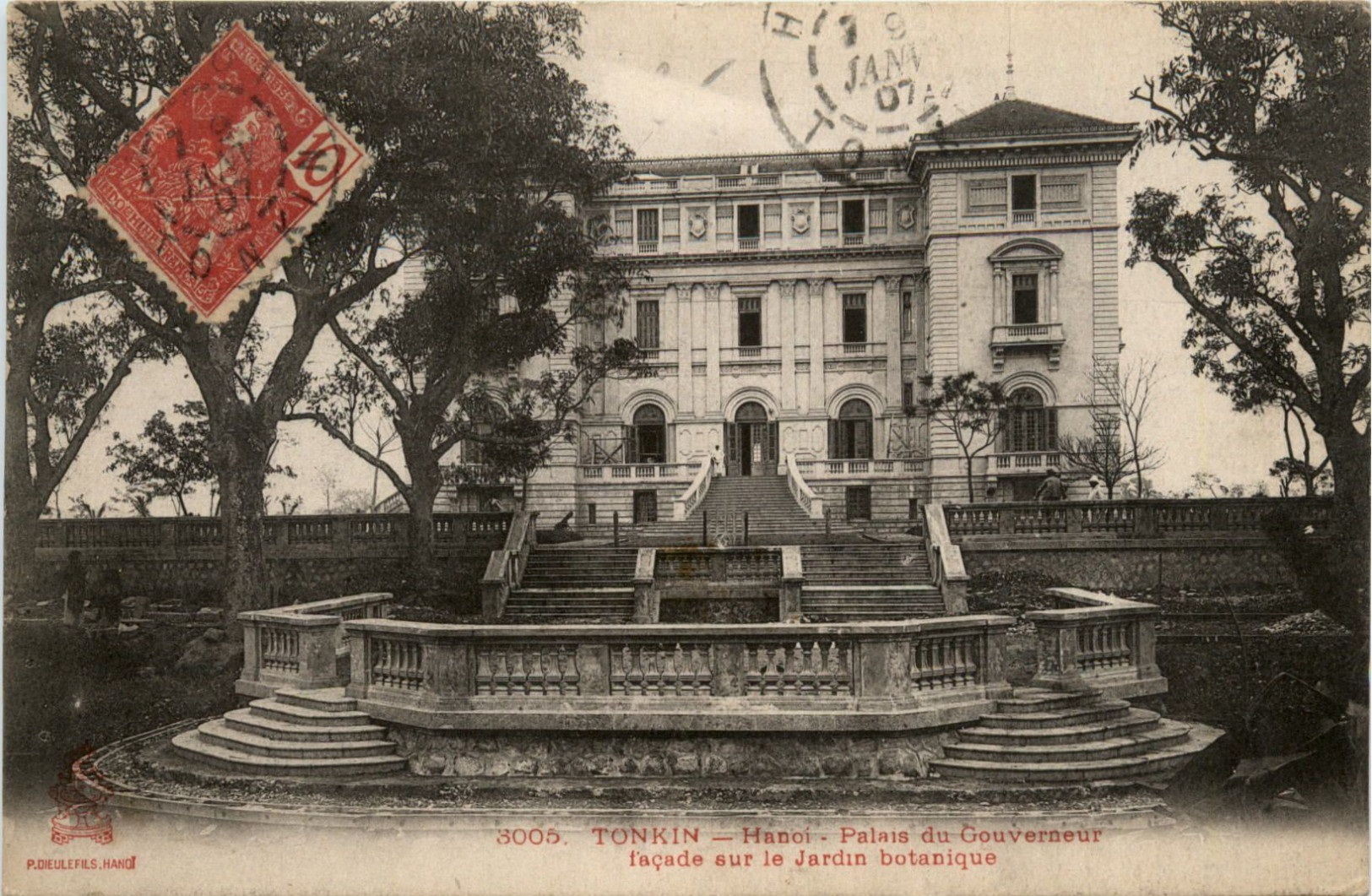
El palacio del general francés Gouvernor en Hanói.

Tonkín era un componente de la Indochina francesa. Era una colonia francesa de facto a pesar de ser un protectorado en el papel. La División de Inteligencia Naval británica escribió durante la Segunda Guerra Mundial que "al principio se mantuvo la organización política nativa, pero en 1897 se abolió la oficina del virrey, que representaba al rey de Annam en Tonkín, y desde entonces otros cambios han debilitado aún más la influencia del gobierno nativo". Tonkín fue administrado por un residente francés similar a los de Annam, Laos y Camboya, pero tenía una autoridad mucho mayor debido a la ausencia de cualquier administración indígena. Un consejo del protectorado compuesto por importantes funcionarios y representantes de las cámaras de agricultura y comercio, ayudó al residente a realizar sus funciones. También había un consejo asesor compuesto por vietnamitas.
Tonkín estaba formado por 23 provincias, subdivididas en phu (cantones) o huyen (comunas). La administración local estaba en manos de los mandarines vietnamitas, aunque fueron nombrados por el residente en lugar del emperador como en Annam. La unidad de administración más pequeña, la comuna, estaba supervisada por dos consejos: el toc bieu y el ky muc, dominado por los mandarines, con autoridad para vetar las decisiones del toc bieu. Hanói y Haiphong tenían consejos municipales nombrados por el gobernador general de Indochina.

### Final del dominio francés
La administración colonial francesa duró hasta el 9 de marzo de 1945, durante la ocupación japonesa (1941-1945). Aunque se permitió la administración francesa durante la ocupación japonesa como gobierno títere, Japón tomó prontamente el control total de Vietnam en marzo de 1945 bajo la figura del Imperio de Vietnam y Tonkín se convirtió en el foco de la hambruna vietnamita de 1945 durante este período. Al final de la guerra, el norte de Vietnam (incluido Tonkín) se vio envuelto en la esfera de influencia de China, mientras que el sur fue ocupado brevemente por los británicos para que las fuerzas francesas se reagruparan y recuperaran el control. Harry Truman, en la Conferencia de Potsdam, manifestó su intención de devolver la región al dominio francés, en un fuerte contraste con la férrea oposición de Franklin D. Roosevelt al colonialismo y el compromiso de apoyar al Viet Minh. Sin embargo, después de que los japoneses se retiraron de Vietnam, Hồ Chí Minh proclamó el establecimiento de la República Democrática de Vietnam en la plaza Ba Dinh. Hanói fue ocupada más tarde por los franceses y el conflicto entre el Viet Minh y Francia estalló en la primera guerra de Indochina.
Mientras los franceses buscaban establecer un gobierno coherente en Vietnam como alternativa a Hồ Chí Minh, Tonkín se fusionó en 1948 con el "Gobierno Central Provisional de Vietnam", que fue reemplazado al año siguiente por el Estado de Vietnam, luego de la reunificación con la colonia de Cochinchina. Después de la derrota francesa en la batalla de Dien Bien Phu en Tonkín occidental en 1954, se formó el estado comunista de Vietnam del Norte, formado por Tonkín y el norte de Annam.